# Mireń
Pour les articles homonymes, voir Miren.
Mireń (prononciation : [ˈmirɛɲ]) est un village polonais de la gmina de Pionki dans le powiat de Radom de la voïvodie de Mazovie dans le centre-est de la Pologne.
Il se situe à environ 6 kilomètres au sud-est de Pionki (siège de la gmina), 25 kilomètres à l'est de Radom (siège de le powiat) et à 93 kilomètres au sud-est de Varsovie (capitale de la Pologne).
Le village compte approximativement une population de 238 habitants en 2006.

## Histoire
De 1975 à 1998, le village appartenait administrativement à la voïvodie de Radom.